# Кашветі
Церква Кашветі (церква святого Георгія) (груз. ქაშვეთის წმინდა გიორგის სახელობის ტაძარი — православна церква в центрі Тбілісі, розташована навпроти будівлі Парламенту Грузії на проспекті Руставелі.
Церква Кашветі будувалася з 1904 по 1910 рік за проектом тифліського архітектора Леопольда Більфельда, який взяв за зразок середньовічний собор Самтавісі. Церква була споруджена на місці іншої цегляної церкви, збудованої тут на замовлення сім'ї Амілахварі в 1753 р. і занедбаної. Фрески церкви були виконані в 1947 р. Ладо Гудіашвілі.
Назва церкви «Кашветі» походить від грузинських слів ква («камінь») і шва («народжувати»). За легендою, в VI столітті жінка в Тбілісі звинуватила Давида Гареджійського в тому, що вагітна від нього. Давид передбачив, що її неправота стане очевидною, коли вона народить камінь. Після того, як це й сталося, місце отримало назву «к (в) ашветі».